# Elecciones presidenciales de Yemen de 2012
Las elecciones presidenciales de Yemen de 2012, se llevaron a cabo el día  21 de febrero de 2012. El presidente interino Abd Rabbuh Mansur al-Hadi fue el único candidato y posteriormente presto juramento el 25 de febrero de 2012. A partir de 2024 estas son las últimas elecciones presidenciales en Yemen, ya que el país se sumió en una guerra civil dos años después.

## Antecedentes
Durante la revolución yemení que se desarrollaba desde 2011, el Consejo de Cooperación de los Estados del Golfo propuso un acuerdo por el cual el presidente de ese entonces Alí Abdalá Salé traspasara sus poderes al vicepresidente Hadi. Saleh firmó un acuerdo en Riad el 23 de noviembre de 2011 según el cual permanecería en el cargo como figura decorativa durante un máximo de tres meses, tras lo cual se celebrarían elecciones. El 26 de noviembre, Hadi anunció que el 21 de febrero de 2012 será la fecha de las elecciones.

## Campaña
Según el primer ministro Mohammed Basindawa, la principal coalición opositora de Partidos de la Reunión Conjunta y el gobernante Congreso General del Pueblo nominaron conjuntamente a Hadi como su candidato de consenso en general.
Los rebeldes hutíes que controlan parte del norte de Yemen llamaron boicotear la votación, pero dijeron que no impedirían que quienes quisieran votar lo hicieran. En la misma línea, los secesionistas del sur de Yemen también pidieron un boicot. La policía yemení dijo que había arrestado a "personas de línea dura" del movimiento que intentaban impedir por la fuerza que la gente votara.

## Conducta
A pesar del levantamiento en curso y de las reacciones que siguieron provocando violencia, otros actos de violencia relacionados con las elecciones incluyeron al menos dos ataques cerca de los colegios electorales antes de la votación. Uno de los ataques se produjo el día antes de las elecciones en Adén, un bastión del Movimiento del Sur que busca la secesión y restaurar al antiguo estado de Yemen del Sur independiente, y se saldó con la muerte de un soldado. El día de las elecciones, al menos un miembro del servicio de seguridad fue asesinado en el distrito sur de al-Mansoura. Se informó de más violencia en el sur. Al-Qaeda en la península arábiga también fue acusada de atacar a los comités electorales.

## Resultados
Según la ley yemení, el resultado final se esperaba en un plazo de diez días. Se informó que la participación electoral fue del 65%.

## Secuelas
Hadi prestó juramento en la Cámara de Representantes el 25 de febrero. El mismo día, un atacante suicida detonó su vehículo frente a un palacio presidencial en Mukalla, capital de la gobernación de Hadramaut, matando al menos a 26 miembros de la Guardia Republicana . Saleh cedió formalmente el poder a Hadi y renunció el 27 de febrero de 2012. 